# Tour della nazionale maschile di rugby a 15 della Scozia 1990
Nel periodo tra la Coppa del Mondo di rugby 1987 e la successiva edizione, la nazionale di rugby union della Scozia effettuata annualmente una serie di Tour.
Nel 1990, reduce dal trionfo nel Cinque Nazioni, si reca in tour in Nuova Zelanda, nel maggio-giugno dello stesso anno.
A dicembre invece la squadra "A" e "B" disputano due match nello stesso giorno.

## Il Tour in Nuova Zelanda
Fu un tour assai soddisfacente per gli Scozzesi, malgrado la sconfitta nei due test.
A dare soddisfazione sono le 5 vittorie e un pareggio nei match non ufficiali (mai la Scozia in tour era riuscita ad uscire imbattuta almeno in questi match).
Ma anche per i due test contro la Nuova Zelanda, persi assai onorevolmente, soprattutto il secondo, nel quale gli scozzesi sfiorano il loro primo successo nella sortita contro gli All Blacks.

### La squadra
- Capitano: David Sole
- Manager: D. Patterson
- Coach: Ian McGeechan
- Assistente: D. Grant

### Risultati
| Arbitro: | K. Lawrence |

|  |      |                                                             |
|  | mt   | Marshall 2 , Dods Lineem Chalmers Oliver Turnbull, K. Milne |
|  | tr   | Dods 5                                                      |
|  | c.p. | Dods                                                        |

| Arbitro: | M.Thompson |

|                             |      |              |
| Tagaloa, Bradbook Tregaskis | mt   | Allan        |
| Pokere 2                    | tr   |              |
|                             | c.p. | G.Hastings 4 |

| Arbitro: | M. Farnworth |

|         |      |                                    |
|         | mt   | Moore 2 , Marshall, Buchanan-Smith |
|         | tr   | Dods 2                             |
| Stark 2 | c.p. | Dods                               |

| Arbitro: | L.Mclachlan |

|         |      |                      |
|         | mt   | Calder, meta tecnica |
|         | tr   | G.Hastings 2         |
| Deans 4 | c.p. | G.Hastings           |

| Arbitro: | Colin Hawke |

|           |      |                                 |
| Laidlaw   | mt   | S. Hastings 2 Dods, Moore Shiel |
| Mc Kenzie | tr   | Dods 4                          |
| Mc Kenzie | c.p. | Dods 3                          |
| Laidlaw   | drop | Wyllie 2                        |

| Arbitro: | C. High |

|                               |      |                    |
| Kirwan 2, Crowley, Fox, Jones | mt   | Lineen, Gray, Sole |
| Fox 4                         | tr   | G.Hastings 2       |
| Fox                           | c.p. |                    |

| Arbitro: | G. Smith |

|        |      |                      |
| Konia  | mt   | K. Milne, Richardson |
|        | tr   | Dods                 |
| Dods 3 | c.p. |                      |

Nel secondo test, la Scozia arriva vicinissima a battere per la prima volta la Nuova Zelanda. Solo la precisione al piede di Grant Fox, salva gli All Blacks. Gli scozzesi realizzano due mete contro uno degli avversari. Fu un match disturbato da venti e pioggia.
Gli scozzesi chiusero il primo tempo in vantaggio per 18-12. primo tempo giocato con il vento a favore che favorì due punizioni centrate da oltre metà campo da Gavin Hastings. Nel secondo giocato contro vento, gli scozzesi non riescono a segnare, mentre Fox centra tre punizioni, che danno il successo alla sua squadra.
| Arbitro: | Derek Bevan |

|       |      |                |
| Loe   | mt   | Stranger, More |
| Fox   | tr   | G. Hastings 2  |
| Fox 5 | c.p. | G. Hastings 2  |